# Неглубокие говоры верхнелатышского диалекта

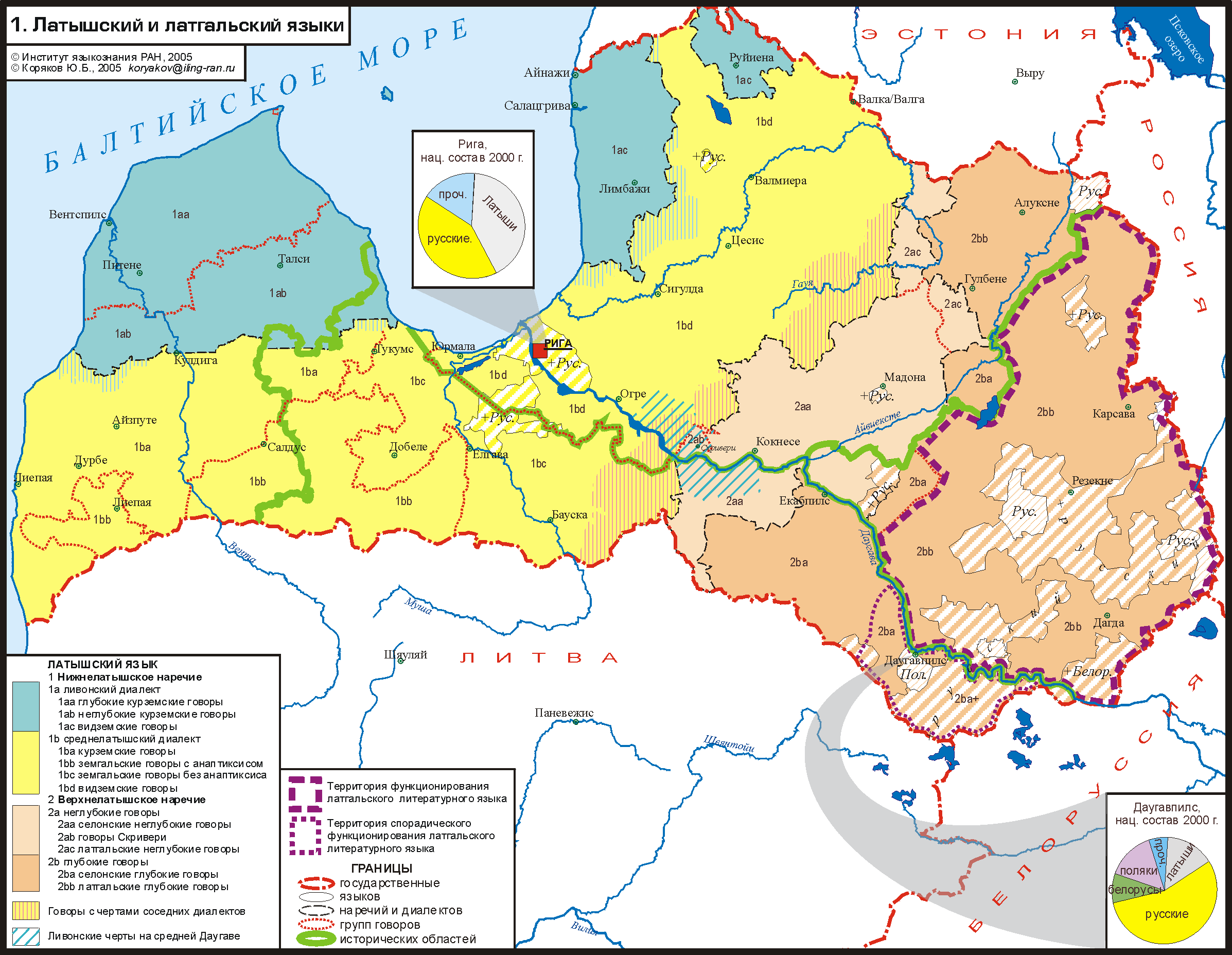
Ареал неглубоких говоров верхнелатышского диалекта на карте распространения латышского и латгальского языков

Неглубо́кие го́воры верхнелаты́шского диале́кта (также неглубинные говоры верхнелатышского диалекта, западные говоры верхнелатышского диалекта; латыш. nedziļās izloksnes; лит. negiliosios (vakarų) patarmės) — говоры верхнелатышского диалекта, распространённые в части восточных районов Латвии, в восточной Видземе и западной Латгалии. В составе верхнелатышского диалекта неглубокие говоры противопоставляются глубоким.

## Классификация
Неглубокие говоры верхнелатышского диалекта делятся на селонские неглубокие говоры (латыш. sēliskās nedzīļās izloksnes), ареал которых охватывает территорию западной Латгалии,
латгальские (неселонские) неглубокие говоры (латыш. latgaliskās (nesēliskās) izloksnes), распространённые на северо-востоке Видземе и говоры Скривери, размещённые в окрестностях населённого пункта Скривери.
В случае выделения двух самостоятельных языков, латгальского и латышского, западная часть верхнелатышского ареала, в том числе и неглубокие говоры, рассматриваются как полоса переходных говоров между латгальским и латышским языками.

## Область распространения

Диалекты латышского языка

Область распространения неглубоких говоров размещена в ряде восточных районов Латвии в восточной части историко-этнографической области Видземе и западной части историко-этнографической области Латгалии.
Согласно современному административно-территориальному делению Латвии, ареал неглубоких говоров занимает территории Цесвайнского, Эргльского, Кокнесского, Плявиньского, Айзкраукльского, Скриверского и Яунелгавского краёв, а также западные и центральные части территорий Апского, Мадонского и Крустпилсского краёв, западные части территорий Гулбенского и Неретского краёв, южную часть территории Вецпиебалгского края и северную часть территории Салского края.
Ареал неглубоких говоров верхнелатышского диалекта с севера граничит с ареалом эстонского языка, с северо-востока — с ареалом латгальских глубоких говоров, с востока и юго-востока — с ареалом селонских глубоких говоров. С юго-запада к ареалу неглубоких говоров примыкает ареал литовского языка и ареал земгальских говоров среднелатышского диалекта. На западе и северо-западе область распространения неглубоких говоров соседствует с ареалом видземских говоров среднелатышского диалекта.

## Диалектные особенности
Для неглубоких верхнелатышских говоров (в сравнении с глубокими) характерна близость ряда диалектных черт к чертам латышского литературного языка. В частности, ближе к литературной норме флексии существительных женского рода множественного числа: [lå:pas] (лат. литер. lapas) «листья».